# Strongylognathus christophi
Strongylognathus christophi là một loài kiến thuộc họ Formicidae. Đây là loài đặc hữu của Nga.